# Andrej Bahdanovitj
Andrej Viktaravitj Bahdanovitj (belarusiska: Андрэй Віктаравіч Багдановіч), född den 15 oktober 1987 i Jalizava i Vitryska SSR i Sovjetunionen (nu Belarus), är en belarusisk kanotist.
Bahdanovitj tog OS-guld i C-2 1000 meter i samband med de olympiska kanottävlingarna 2008 i Peking.
Han tog OS-silver på samma distans i samband med de olympiska kanottävlingarna 2012 i London.